# Jackie R. Jacobson
Jackie R. Jacobson (* 4. Februar 2002 in Los Angeles) ist eine amerikanische Schauspielerin. Sie ist bekannt durch ihre Rolle als Dylan in der Fernsehserie Malibu Rescue.

## Leben und Karriere
Jackie Jacobson ist in Los Angeles als jüngstes von 3 Geschwistern geboren und das einzige Mädchen.
Ihre Eltern stammen aus Russland und russisch ist auch Jackies Muttersprache.
Sie wollte schon als Kind Schauspielerin werden, inspiriert durch den Film Arielle, die Meerjungfrau.
Sie fährt jedes Jahr zum Urlaub nach Cancún in Mexiko.
Seit 2012 tritt Jackie in verschiedenen Nebenrollen in Fernsehserien wie Criminal Minds, Game Shakers – Jetzt geht’s App oder Bella and the Bulldogs auf.
2019 erhielt sie eine Hauptrolle in der Fernsehserie Malibu Rescue, in der sie die Rettungsschwimmerin Dylan spielt.

## Filmografie (Auswahl)
- 2012: Criminal Minds (Folge 7.15)
- 2014: Night Eyes
- 2014: A Little Problem
- 2015: Game Shakers – Jetzt geht’s App (Game Shakers, Folge 1.08)
- 2016: A Horse Story
- 2016: Six Gun Savior
- 2016: Bella and the Bulldogs (Folge 2.11)
- 2016: The Night Shift (Folge 3.07)
- 2018: Speechless (Folge 2.14)
- 2019: Malibu Rescue
- 2019–2020: Malibu Rescue (8 Folgen)
- 2020: Malibu Rescue: Die nächste Welle (Malibu Rescue: The Next Wave)
- 2023: The Rookie: Feds (Folge 1.18)